# Salih Jaber
Saleh Jaber (arabă صالح جابر, n. 28 octombrie 1983 în Dahuk, Irak) este un fotbalist irakian care joacă pentru AS Balta-Alba  în Liga a IV-a Buzău. În Liga I a evoluat la Gloria Buzău și Universitatea Craiova iar in liga IV pentru AS Balta-Alba marcand 19 goluri in sezonul 2019-2020